# Beulah Zachary
Beulah Zachary (Brevard, 13 agosto 1911 – New York, 3 febbraio 1959) è stata una regista e produttrice televisiva statunitense.

## Primi anni di vita e carriera
Beulah May Zachary nacque a Brevard, nella Carolina del Nord, il 13 agosto 1911, da William e Beulah Zachary. Frequentò il Salem College e intendeva diventare insegnante. Iniziò a lavorare in televisione nel 1944, quando fu assunta dalla stazione WKBK con sede a Chicago.
Era nota soprattutto per essere la produttrice esecutiva della serie televisiva Kukla, Fran e Ollie, uno spettacolo di marionette andato in onda tra il 1947 e il 1957.

## Morte
Beulah Zachary morì nell'East River a New York City il 3 febbraio 1959, come una delle 65 vittime dell'incidente aereo del volo American Airlines 320 del 1959. Non essendosi mai sposata, le sopravvissero il padre William (che morì pochi mesi dopo) e la sorella maggiore Elizbeth Vogler.